# オリペッカ・カラスブオ

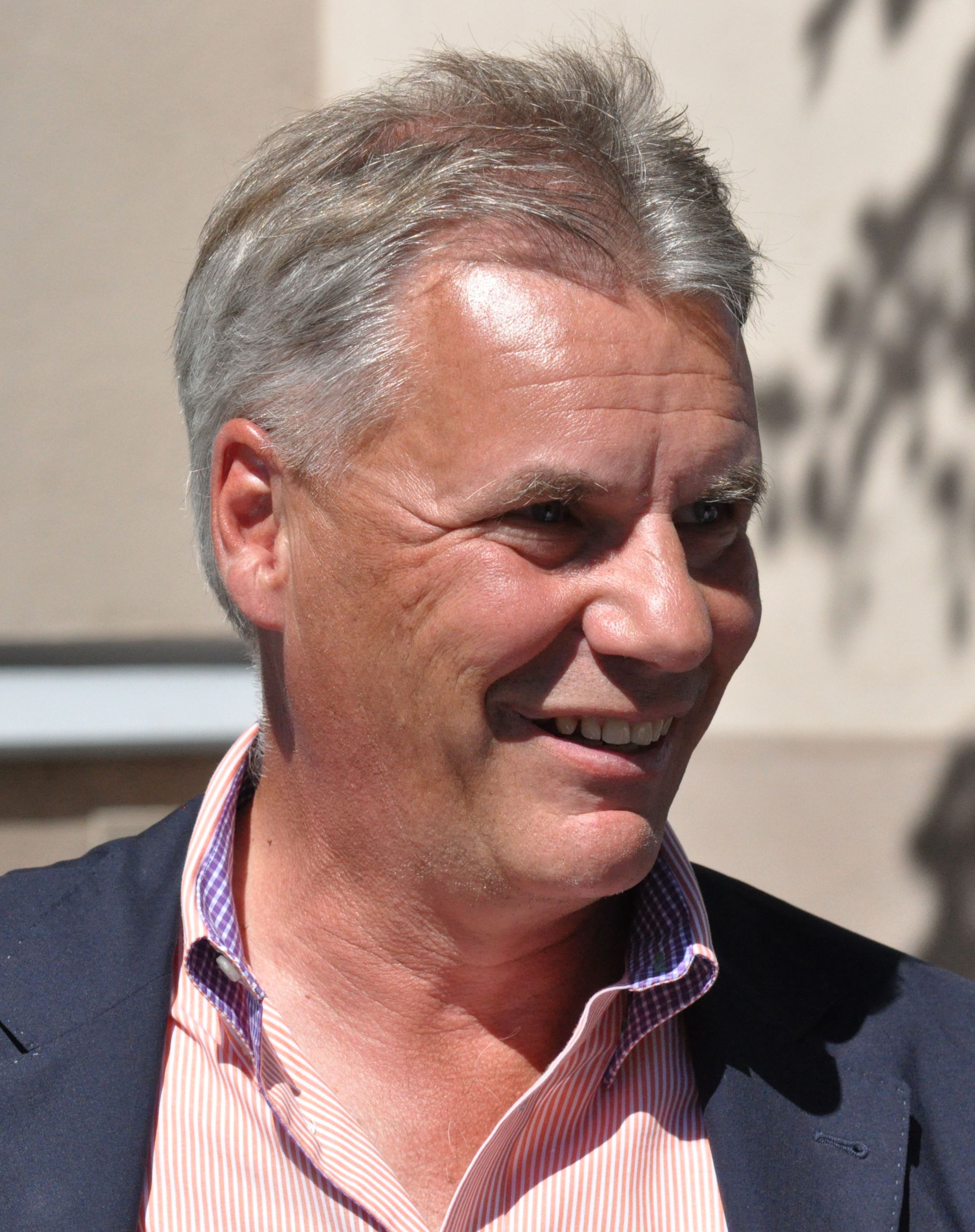

オリペッカ・カラスブオ（Olli-Pekka Kallasvuo、1953年7月13日 - ）は、フィンランドの実業家。ノキアの元社長兼最高経営責任者である。

## 経歴
ヘルシンキ大学卒業後、フィンランド銀行に勤めていたが、1980年にインハウスローヤーとしてノキアへと入社した。
2006年6月1日より前任のヨルマ・オリラに代わって社長兼最高経営責任者に就任。以降2010年9月20日までその職を務めていた。